# مجير الدين الحنبلي
أبو اليمن مجير الدين عبد الرحمن بن محمد بن عبد الرحمن العليمي العمري المقدسي الحنبلي ينتهي نسبه إِلى عبد الله بن عمر بن الخطاب، قاضي وعالم وفقية ومؤرخ حنبلي عربي ولد في الرملة عام 1456 (860 هـ) ثم انتقل للعيش في القدس. لقب بقاضي القضاة أبو اليمن القاضي مجير الدين الحنبلي. وما أن بلغ مرحلة التعلم حتى تعهده أبوه بالرعاية والتوجيه، تقسيم مراحل تحصيله العلمي إلى قسمين قسم يختص بالقدس، وتحصيله بين المسجد الأقصى والمدرسة الصلاحية واختلف فيها على عدد من الأعلام، وقسم يختص بالقاهرة ويحدد بنحو عشر سنين، وكان أهم أساتذته هو ابن أبي بكر السعدي، وبعد عودته من القاهرة ولى قضاء القدس، وبقي في مركزه حتى وفاته. توفي عام 1522 (928 هـ).

## مؤلفاته

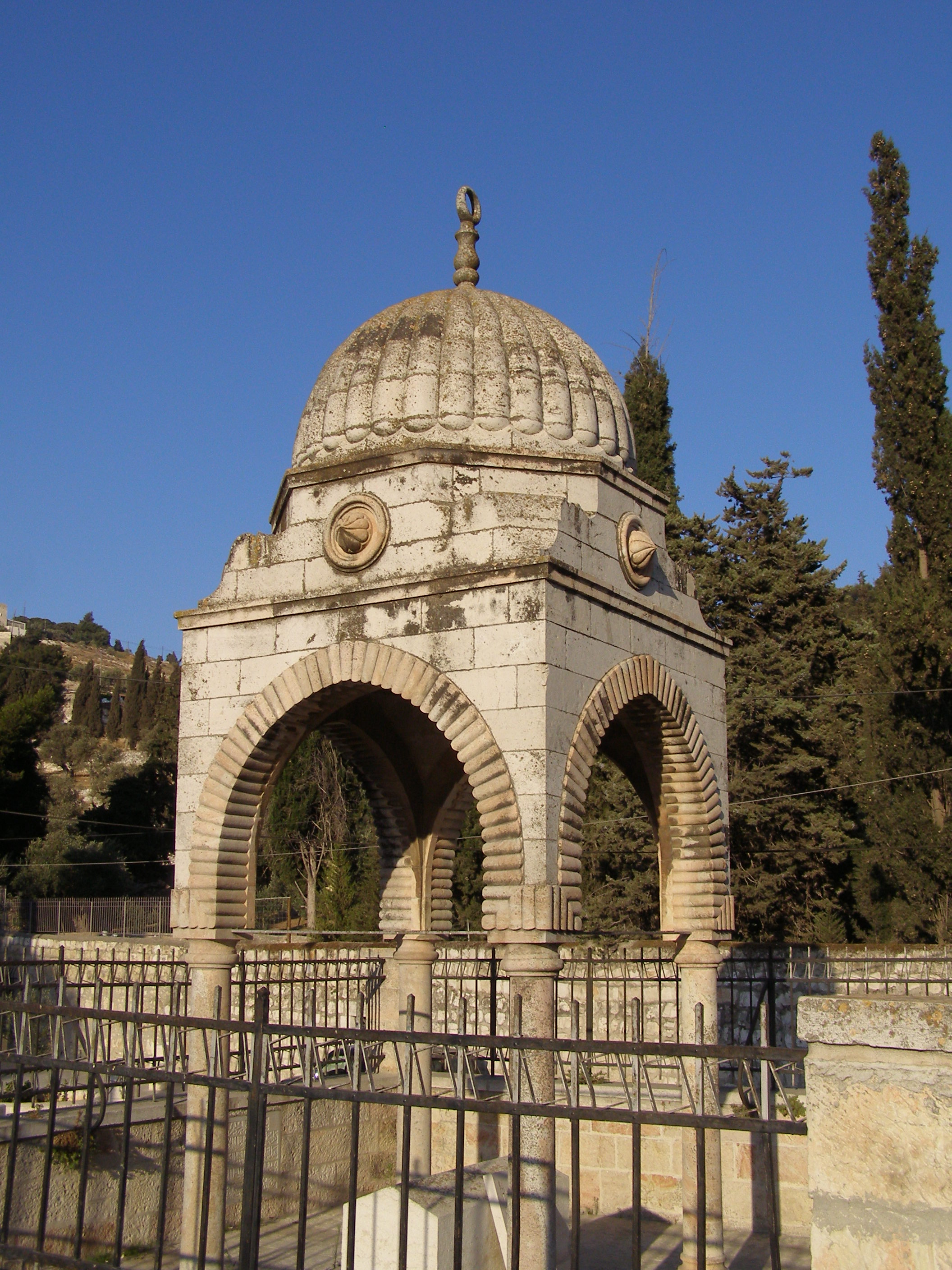
قبر مجير الدين الحنبلي عند سفح جبل الزيتون بالقدس.

- فتح الرحمن في تفسير القرآن: في سبع مجلدات.
- المنهج الأحمد في تراجم أصحَاب الإمام أحمد.[6]
- التاريخ المعتبر في أنباء من غبر.
- إتحاف الزائر وأطواف المقيم المسافر.
- الأنس الجليل بتاريخ القدس والخليل.[7]